# Авантуре Елма у Гроучленду
Авантуре Елма у Гроучленду (енгл. The Adventures of Elmo in Grouchland) је амерички мјузикл авантура комедија из 1999. године у режији Герија Халворсона у свом дебију играног филма. Ово је био други од два позоришна играна филма заснована на Children's Television Workshop Улица Сезам, после Улица Сезам представља: Прати ту птицу 1985. године. У њему глуме Манди Патинкин и Ванесса Виллиамс заједно са Муппет извођачима Кевин Клеш, Керол Спини, Стив Витмај и Френк Оз.
У продукцији Jim Henson Pictures и Children's Television Workshop, филм је објавио Columbia Pictures 1. октобра 1999. Филм је добио углавном позитивне критике од критичара, али је био бомба на благајни, која је зарадила 12 милиона долара у односу на буџет од више од 26 милиона долара.
Филм је био једна од ретких продукција „Улице Сезам“ које је директно продуцирала Jim Henson Pictures. Ово је био последњи играни филм о Мупету у којем је учествовао Оз, који се следеће године повукао из редовног луткара. Ово је уједно био и последњи филм у биоскопима који је приказивао Муппет ликове до Мапетовци 2011. године, и последњи Мапет филм који је приказивао Керол Спини пре његовог пензионисања 2018. и његове смрти 2019.

## Радња
Једног дана, Елмо се игра са својим ћебетом у својој спаваћој соби. Просипа сок од поморанџе по ћебету и односи га у перионицу где наилази на своју пријатељицу Зое. Зое жели да задржи ћебе, али Елмо не пристаје да га подели, што доводи до натезања конопца које узрокује да се поцепа и такође узрокује да Елмо и Зое прекину своје пријатељство (привремено). Тели чудовиште, клизећи ван контроле, долази и случајно превлачи ћебе што води у потеру око Улице Сезам. Ћебе на крају пада у руке Оскара Груча, који кине на њега и баци га у канту за смеће. Елмо зарони у дно Оскарове канте за отпатке, где проналази његово ћебе закачено за врата.
Покушавајући да га поврати, он и његово ћебе се затим телепортују кроз шарени усковитлани тунел у Гроучленд, град препун Груча, смећа и Хакслија, похлепног човека који воли да украде све на шта наиђе, укључујући и Елмово ћебе. Љубазна Груч девојка по имену Гризи каже Елму да је његово ћебе у Хакслијевом замку на врху далеке планине Пиканосе. Биљка по имену Стуцквеед охрабрује Елма да ће успети ако само направи први корак, тако да Елмо креће у потрагу да врати своје ћебе.
Уз Оскарову помоћ, становници Улице Сезам одлазе у Гроучленд да пронађу Елма, али када наиђу на полицајца Груча за помоћ, на крају бивају ухапшени пошто су обавештени да је против закона тражити помоћ у Гроучленду, а затим добијају послат у затвор због тога.
Хаксли има свог помоћника за бубе, Буба и његови послушници, Пести, заробљавају Елма у пећинском руднику. Елмо се извлачи уз помоћ свитаца и некако успева да преживи ударивши се у гомилу камења са минским колицима. Хаксли тада наводи Бага и Пестије да погрешно упућују Елма на ђубриште где га доводе пред Краљицу смећа због ометања. Док је Елмо овде неочекивано погрешно усмерен и говори цивилима, који га замењују са Хакслијем, о свом изгубљеном ћебету, он доживљава флешбек. Краљица га тестира, тражећи да јој дува 100 малина за 30 секунди. Елмо успева уз помоћ публике и краљица му дозвољава да прође. Хаксли шаље огромног љубимца да заустави Елма, који Елма одбацује далеко. Елмо одлучује да одустане од враћања ћебе за ноћ. У међувремену, Гризи се ушуња у затвор где обавештава Елмове пријатеље да је отишао у Хакслијев замак. Након што је признао да му је Елмо пријатељ, Оскар убеђује све Гроучеве да сарађују, јер је то једини начин да спрече Хакслија да више не украде њихово смеће. Полицајац пушта становнике Улице Сезам како би они и Гручеви могли да оду у Хакслијев замак да се боре за своје смеће и спасу Елма.
Рано следећег јутра, гусеница буди Елма и убеђује га да има све што је потребно да буде храбар. Елмо тада стиже у Хакслијев замак и спасава његово ћебе док Хаксли шаље Пестије да га зауставе. Елмо пада у корпу док Хаксли одлучује да он и његово ћебе буду своје власништво тако што ће их канџом ставити на свој покретни печат. Долазе грађани Улице Сезам и Гручленда и Хаксли покушава да побегне са Елмовим ћебетом, само да би ћебе усисало млазницом усисивача на његовом хеликоптеру. Елмо баца корпу преко Хакслијевих рамена, онемогућујући га. Баг, који се предомислио након загрљаја од Елма, открива се да је за командама хеликоптера, и одбија Хакслијев захтев за ћебетом, уместо тога га враћа Елму. Елмо се враћа у Улицу Сезам са својим пријатељима, где се извињава Зои и дозвољава јој да држи његово ћебе. Она прихвата његово извињење, слажући се да могу да наставе пријатељство. Елмо се опрашта од публике, захваљујући им на помоћи.

## Улоге
| Улога                     | Глумац                 |
| ------------------------- | ---------------------- |
| Елмо                      | Кевин Клеш             |
| Зое                       | Френ Брил              |
| Гризи и М'Лејди           | Стефани Дабруцо        |
| Хумонгно пилешко и глушец | Дејв Голц              |
| Буба и Гроуч кувар        | Џои Мацарино           |
| Гроф                      | Џери Нелсон            |
| Розита                    | Кармен Осбар           |
| Тели                      | Мартин П. Робинзон     |
| Беба медвјед              | Дејвид Рудман          |
| Велика птица              | Брит Олкрофт           |
| Ерни                      | Стив Витмај            |
| Берт                      | Стив Витмај            |
| Марија Родригес           | Соња Манзано           |
| Гордона Робинсона         | Роско Орман            |
| Џина Џеферсон             | Алисон Бартлет-О'Рајли |
| Рути                      | Рут Бази               |
| Луис Родригес             | Емилије Делгадо        |
| Сусана Робинсона          | Лорета Лонг            |
| Боб Џонсон                | Боб Мекграт            |
| Хакслија                  | Менди Патинкин         |
| Краљица смећа             | Ванеса Вилијамс        |